# Saphir Taïder
Pour les articles homonymes, voir Taïder.
Saphir Taïder, né le 29 février 1992 à Castres, dans le département du Tarn, en France, est un footballeur international algérien jouant au poste de milieu de terrain au Gulf United (en).

## Biographie
Saphir est né dans le Sud-Ouest de la France à Castres, d'un père tunisien et d'une mère algérienne, originaire de Tizi Ouzou. Il est le frère cadet de Nabil Taïder, international tunisien.
Il commence le football à six ans au Castres FC puis rejoint l'US Albi avant d'intégrer le centre de formation du Grenoble Foot 38.

### Grenoble
Saphir fait ses débuts professionnels avec Grenoble, le 15 mai 2010 dans un match de championnat contre l'Olympique de Marseille.
Le 5 juillet 2010, il signe un contrat de trois ans avec Grenoble.
Il participe à la relégation en National du Grenoble Foot 38 lors de la saison 2010-2011 (27 matchs, 1 but).
Mais, à cause de problèmes financiers, le Grenoble Foot 38 doit jouer en CFA 2 lors de la saison 2011-2012.
Taïder, qui ne veut pas jouer en 5e division, signe alors en faveur du Bologne FC.

### Bologne

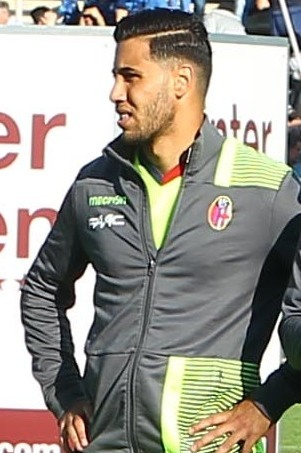
Taïder sous le maillot du Bologne FC en 2017.

Le 4 juillet 2011, il signe en faveur du Bologne FC.
Son premier match sous les couleurs de Bologne se déroule en novembre 2011 en Coupe d'Italie face au FC Crotone.
Son premier match en Serie A a lieu le 11 décembre 2011 face à l'AC Milan 2-2.
À l'issue de la rencontre de la 18e journée de la saison 2011-2012, contre le SSC Napoli dans l’ambiance hostile du stade San Paolo, il est élu homme du match,,.

### Inter Milan
Le 20 août 2013, il signe un contrat de quatre ans avec l'Inter Milan.
Le club lombard doit débourser 5,5 millions d'euros plus le prêt avec option d'achat du jeune uruguayen Diego Laxalt, pour le rachat de la copropriété de l'ancien milieu de terrain du Bologne FC. Après une première saison au club interiste où il dispute 26 rencontres, il est prêté en vue de la saison 2014-2015 au club anglais de Southampton entrainé par Ronald Koeman. Il ne reste pourtant en Angleterre que le temps de la préparation estivale avant de retourner en Italie sans disputer le moindre match. Le joueur invoque des raisons personnelles tandis que le club anglais lui reproche son manque d'engagement. À quelques heures de la clôture du mercato, il est immédiatement re-prêté à l'équipe de Sassuolo qui a terminé 17e de la Série A la saison précédente.

### Retour à Bologne
Il est ensuite durant l'été 2015 prêté pour deux saisons avec obligation d'achat au Bologne FC, après une bonne saison 2016-2017 de quatre buts en vingt-cinq matchs, une blessure le tient loin de l’effectif au début de la saison 2017-2018 et le joueur n’arrive plus à réintégrer le groupe de Roberto Donadoni. Cette situation ainsi que le retour de Blerim Džemaili à Bologne le pousse à rejoindre la MLS et l'Impact de Montréal en janvier 2018,.

### Impact de Montréal
À Montréal, Saphir Taïder s'engage pour quatre ans, les deux premières saisons étant un prêt de Bologne. Il joue plus de quatre-vingt rencontres avec la franchise montréalaise et occupe un rôle plus avancé sur le terrain, se retrouvant plus souvent au cœur du jeu.

### Arabie saoudite
Alors que son équipe de Montréal se trouve dans la course aux séries éliminatoires, Taïder qui vit difficilement l'isolement des joueurs de l'Impact aux États-Unis en raison de la pandémie de Covid-19 est finalement transféré au club saoudien d'Al-Aïn le 14 octobre pour un montant non dévoilé par le club québécois. Après sept rencontres et trois buts inscrits, Taïder se blesse au talon d'Achille, incident mettant fin à sa saison. Au mois d'août 2021, la rupture de son contrat d'un commun accord est annoncée.

## Équipe nationale

### Dans les équipes de France de jeunes
Saphir Taïder évolue dans les catégories de jeunes de l'équipe de France.
Avec les moins de 18 ans, il dispute trois matchs amicaux au cours desquels il inscrit un but sur un coup franc direct, légèrement détourné, face à la Pologne.
Avec les moins de 19 ans, il participe aux qualifications pour le Championnat d'Europe de football des moins de 19 ans 2013 qui a lieu en Lituanie, au cours desquelles il inscrit 2 buts en 5 matchs.
Avec les moins de 20 ans, il participe à trois matchs amicaux au cours desquels il n'inscrit aucun but.

### En équipe nationale algérienne

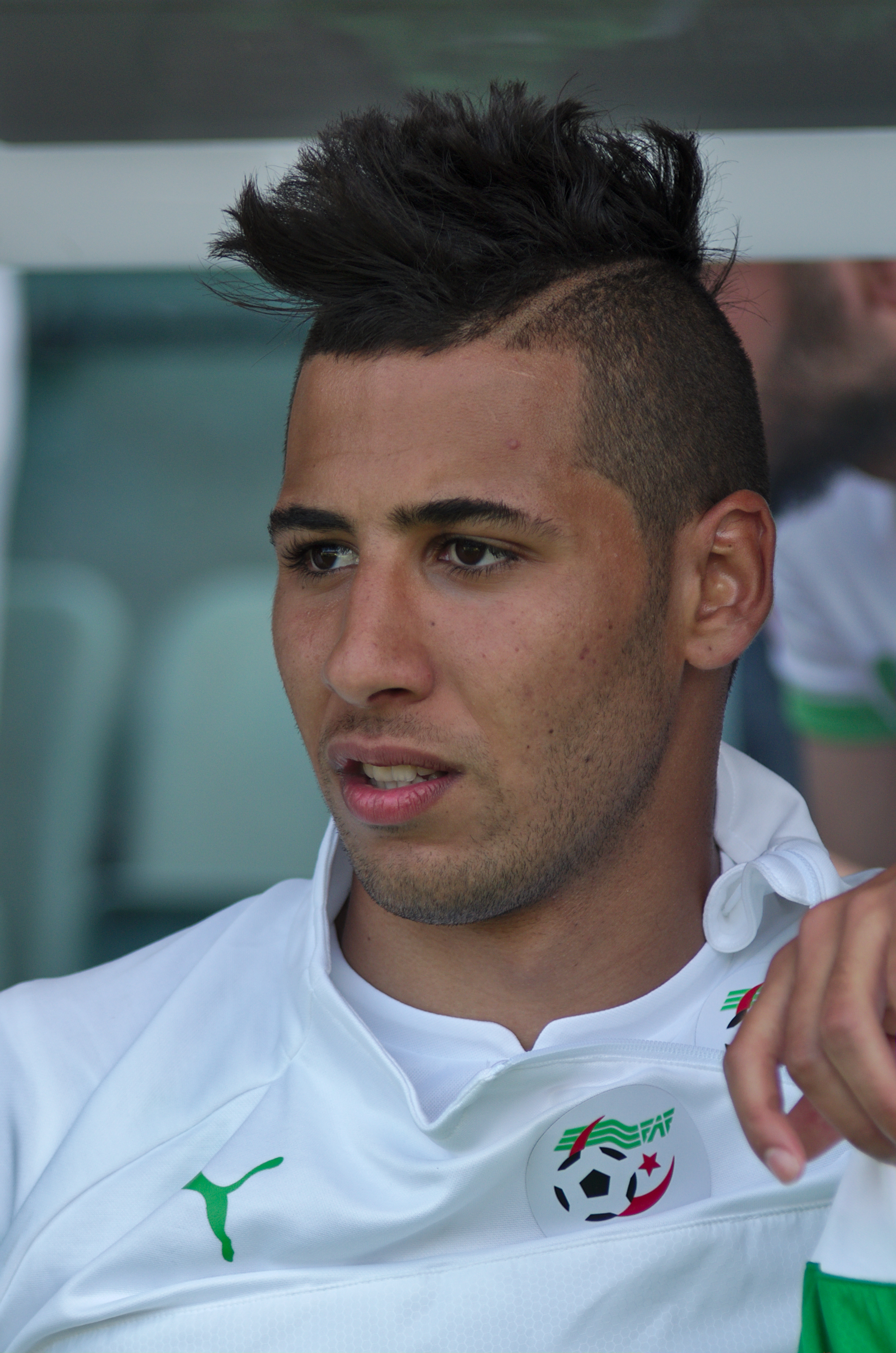
Taïder sous le maillot de l'Algérie en 2014.

Possédant des origines algérienne et tunisienne, Saphir Taïder a le choix entre trois équipes nationales, en l’occurrence : la France, la Tunisie et l'Algérie.
Le joueur se retrouve tiraillé entre les sélections tunisienne et algérienne, Saphir Taïder, contacté par la FTF avant la FAF, prend le temps de s'imposer en club avant d'effectuer son choix.
Le 2 mars 2013, la fédération algérienne annonce que le joueur opte pour son équipe nationale.
Il marque son premier but et délivre sa première passe décisive, au Stade Mustapha-Tchaker de Blida (Algérie), lors de sa première sélection avec l'équipe nationale algérienne le 26 mars 2013, qui s'est soldé par une victoire (3-1) contre le Bénin lors des éliminatoires de la Coupe du monde 2014.
Le 16 juin 2013, il marque le but de la victoire de l'Algérie au Rwanda (1-0).

## Statistiques
| Saison                | Club                      | Championnat           | Championnat | Championnat | Championnat | Coupe(s) nationale(s) | Coupe(s) nationale(s) | Coupe(s) nationale(s) | Compétition(s) continentale(s) | Compétition(s) continentale(s) | Compétition(s) continentale(s) | Compétition(s) continentale(s) | Algérie | Algérie | Algérie | Total | Total | Total |
| Saison                | Club                      | Division              | M.          | B.          | P.d.        | M.                    | B.                    | P.d.                  | Comp.                          | M.                             | B.                             | P.d.                           | M.      | B.      | P.d.    | M.    | B.    | P.d.  |
| 2009-2010             | Grenoble Foot 38          | Ligue 1               | 1           | 0           | 0           | 0                     | 0                     | 0                     | -                              | -                              | -                              | -                              | -       | -       | -       | 1     | 0     | 0     |
| 2010-2011             | Grenoble Foot 38          | Ligue 2               | 25          | 1           | 0           | 2                     | 0                     | 0                     | -                              | -                              | -                              | -                              | -       | -       | -       | 27    | 1     | 0     |
| Sous-total            | Sous-total                | Sous-total            | 26          | 1           | 0           | 2                     | 0                     | 0                     | -                              | -                              | -                              | -                              | -       | -       | -       | 28    | 1     | 0     |
| 2011-2012             | Bologne FC                | Serie A               | 14          | 0           | 0           | 2                     | 0                     | 0                     | -                              | -                              | -                              | -                              | -       | -       | -       | 16    | 0     | 0     |
| 2012-2013             | Bologne FC                | Serie A               | 34          | 3           | 2           | 1                     | 2                     | 0                     | -                              | -                              | -                              | -                              | 4       | 2       | 2       | 39    | 7     | 4     |
| Sous-total            | Sous-total                | Sous-total            | 48          | 3           | 2           | 3                     | 2                     | 0                     | -                              | -                              | -                              | -                              | 4       | 2       | 2       | 55    | 7     | 4     |
| 2013-2014             | Inter Milan               | Serie A               | 25          | 1           | 1           | 1                     | 1                     | 0                     | -                              | -                              | -                              | -                              | 9       | 1       | 3       | 35    | 3     | 4     |
| 2014-2015             | Southampton FC            | Premier League        | 0           | 0           | 0           | 0                     | 0                     | 0                     | -                              | -                              | -                              | -                              | -       | -       | -       | 0     | 0     | 0     |
| 2014-2015             | US Sassuolo (prêt)        | Serie A               | 26          | 1           | 0           | 2                     | 0                     | 0                     | -                              | -                              | -                              | -                              | 14      | 0       | 0       | 42    | 1     | 0     |
| 2015-2016             | Bologne FC (prêt)         | Serie A               | 29          | 0           | 1           | 0                     | 0                     | 0                     | -                              | -                              | -                              | -                              | 7       | 1       | 1       | 36    | 1     | 2     |
| 2016-2017             | Bologne FC (prêt)         | Serie A               | 24          | 3           | 0           | 2                     | 1                     | 0                     | -                              | -                              | -                              | -                              | 5       | 1       | 2       | 31    | 5     | 2     |
| 2017-2018             | Bologne FC                | Serie A               | 9           | 0           | 1           | 1                     | 0                     | 0                     | -                              | -                              | -                              | -                              | 3       | 0       | 0       | 13    | 0     | 1     |
| Sous-total            | Sous-total                | Sous-total            | 62          | 3           | 2           | 3                     | 1                     | 0                     | -                              | -                              | -                              | -                              | 15      | 2       | 3       | 80    | 6     | 5     |
| 2018                  | Impact de Montréal (prêt) | MLS                   | 33          | 7           | 5           | 2                     | 0                     | 1                     | -                              | -                              | -                              | -                              | 3       | 0       | 1       | 38    | 7     | 7     |
| 2019                  | Impact de Montréal (prêt) | MLS                   | 32          | 9           | 7           | 5                     | 1                     | 2                     | -                              | -                              | -                              | -                              | 1       | 0       | 0       | 38    | 10    | 9     |
| 2020                  | Impact de Montréal        | MLS                   | 12          | 4           | 5           | -                     | -                     | -                     | LCC                            | 2                              | 1                              | 0                              | -       | -       | -       | 14    | 5     | 5     |
| Sous-total            | Sous-total                | Sous-total            | 77          | 20          | 17          | 7                     | 1                     | 3                     | -                              | 2                              | 1                              | 0                              | 4       | 0       | 1       | 90    | 22    | 21    |
| 2020-2021             | Al-Aïn                    | Premier League        | 7           | 3           | 1           | 0                     | 0                     | 0                     | -                              | -                              | -                              | -                              | -       | -       | -       | 7     | 3     | 1     |
| Total sur la carrière | Total sur la carrière     | Total sur la carrière | 271         | 33          | 23          | 16                    | 5                     | 3                     | -                              | 2                              | 1                              | 0                              | 46      | 5       | 9       | 335   | 44    | 35    |

## En sélection nationale
| Saison                | Sélection             | Phases finales        | Phases finales | Phases finales | Phases finales | Éliminatoires CDM | Éliminatoires CDM | Éliminatoires CDM | Éliminatoires CAN | Éliminatoires CAN | Éliminatoires CAN | Matchs amicaux | Matchs amicaux | Matchs amicaux | Total | Total | Total |
| Saison                | Sélection             | Compétition           | M              | B              | Pd             | M                 | B                 | Pd                | M                 | B                 | Pd                | M              | B              | Pd             | M     | B     | Pd    |
| --------------------- | --------------------- | --------------------- | -------------- | -------------- | -------------- | ----------------- | ----------------- | ----------------- | ----------------- | ----------------- | ----------------- | -------------- | -------------- | -------------- | ----- | ----- | ----- |
| 2012-2013             | Algérie               | CAN 2013              | -              | -              | -              | 3                 | 2                 | 2                 | -                 | -                 | -                 | 1              | 0              | 0              | 4     | 2     | 2     |
| 2013-2014             | Algérie               | Coupe du monde 2014   | 2              | 0              | 0              | 3                 | 0                 | 1                 | -                 | -                 | -                 | 4              | 1              | 2              | 9     | 1     | 3     |
| 2014-2015             | Algérie               | CAN 2015              | 4              | 0              | 0              | -                 | -                 | -                 | 7                 | 0                 | 0                 | 3              | 0              | 0              | 14    | 0     | 0     |
| 2015-2016             | Algérie               | -                     | -              | -              | -              | 1                 | 0                 | 0                 | 4                 | 1                 | 1                 | 2              | 0              | 0              | 7     | 1     | 1     |
| 2016-2017             | Algérie               | CAN 2017              | -              | -              | -              | 2                 | 0                 | 0                 | 1                 | 1                 | 0                 | 2              | 0              | 2              | 5     | 1     | 2     |
| 2017-2018             | Algérie               | -                     | -              | -              | -              | 3                 | 0                 | 0                 | -                 | -                 | -                 | 0              | 0              | 0              | 3     | 0     | 0     |
| 2018-2019             | Algérie               | CAN 2019              | -              | -              | -              | -                 | -                 | -                 | 3                 | 0                 | 1                 | 1              | 0              | 0              | 4     | 0     | 1     |
| Total sur la carrière | Total sur la carrière | Total sur la carrière | 6              | 0              | 0              | 12                | 2                 | 3                 | 15                | 2                 | 2                 | 13             | 1              | 4              | 46    | 5     | 9     |

### Matchs internationaux
La liste ci-dessous dénombre toutes les rencontres de l'Équipe d'Algérie de football auxquelles Saphir Taïder prend part, du 26 mars 2013 jusqu'à présent.

### Buts internationaux
| # | Date             | Sélection | Lieu                          | Adversaire | Score | Résultat | Compétition                 |
| - | ---------------- | --------- | ----------------------------- | ---------- | ----- | -------- | --------------------------- |
| 1 | 26 mars 2013     | 1         | Stade Mustapha-Tchaker, Blida | Bénin      | 2 - 1 | 3 - 1    | Qualifs Coupe du monde 2014 |
| 2 | 16 juin 2013     | 4         | Stade Amahoro, Kigali         | Rwanda     | 0 - 1 | 0 - 1    | Qualifs Coupe du monde 2014 |
| 3 | 5 mars 2014      | 9         | Stade Mustapha-Tchaker, Blida | Slovénie   | 2 - 0 | 2 - 0    | Match amical                |
| 4 | 25 mars 2016     | 32        | Stade Mustapha-Tchaker, Blida | Éthiopie   | 5 - 0 | 7 - 1    | Qualifs CAN 2017            |
| 5 | 4 septembre 2016 | 35        | Stade Mustapha-Tchaker, Blida | Lesotho    | 3 - 0 | 6 - 0    | Qualifs CAN 2017            |

## Palmarès

### En club
- Impact de Montréal :
  - Vainqueur du Championnat canadien en 2019

## Distinctions personnelles
- El Heddaf-Le Buteur trophée de révélation de l’année 2013